# دودلي رو
دودلي رو هو محامي وسياسي أمريكي، ولد في 23 مارس 1881، وتوفي في 4 يناير 1970. نشط حزبياً في الحزب الديمقراطي. وقد انتخب عضو مجلس ولاية ماريلند ‏ وانتخب عضو مجلس النواب لولاية ماريلند ‏ وانتخب عضو مجلس النواب الأمريكي ‏.